# Mansour Ouro-Tagba
Mansour Ouro-Tagba, né le 17 décembre 2004 à New York aux États-Unis, est un footballeur international togolais. Il évolue au poste d'ailier droit au SSV Jahn Ratisbonne.

## Biographie

### En club
Né à New York aux États-Unis de parents togolais, Mansour Ouro-Tagba rejoint l'Allemagne avec sa famille alors qu'il n'a que trois mois. Il intègre en 2013 le centre de formation du TSV Munich 1860, où il commence sa carrière. 
Il joue son premier match avec l'équipe première le 30 avril 2023, à l'occasion d'une rencontre de championnat face au 1. FC Sarrebruck. Il entre en jeu et son équipe s'impose par deux buts à zéro.
Lors de l'été 2024, Mansour Ouro-Tagba rejoint le FC Cologne. Le transfert est annoncé le 13 juin 2024 et il signe un contrat de longue durée. Il est prêté dans la foulée au SSV Jahn Ratisbonne pour une saison.
Il joue son premier match pour le SSV Jahn Ratisbonne le 3 août 2024, lors de la première journée de la saison 2024-2025 de deuxième division allemande, face au Hanovre 96. Il entre en jeu à la place de Dominik Kother et son équipe est battue par deux buts à zéro.

### En sélection
En mars 2024, Mansour Ouro-Tagba est convoqué pour la première fois avec l'équipe nationale du Togo par le sélectionneur Paulo Duarte. Il honore sa première sélection lors de ce rassemblement, le 26 mars 2024, lors d'un match amical contre la Libye. Il entre en jeu à la place de Marouf Tchakei et les deux équipes se neutralisent (1-1 score final).